# Colorful (film)
Cet article concerne un film d'animation japonais de 2010. Pour le manga de Torajirō Kishi et ses adaptations, voir Colorful.
Colorful (カラフル, Karafuru) est un long métrage d'animation fantastique japonais réalisé par Keiichi Hara, sorti en 2010. Le scénario est librement adapté d'un roman d'Eto Mori.

## Synopsis
L'âme d'une personne morte (dont l'identité n'est pas connue, ainsi que son apparence et sa voix d'origine, s'exprimant par textes japonais) arrive à la gare du train de la mort. Là, un étrange garçon nommé Pura Pura l'informe qu'elle a de la chance : elle a gagné la grande loterie céleste, et va donc avoir une seconde chance parmi les vivants. L'âme est réincarnée dans le corps d'un jeune garçon de 14 ans, Makoto Kobayashi, qui vient de se suicider mais se réveille alors miraculeusement à l'hôpital. L'âme n'est réincarnée que pendant un temps limité, durant lequel elle doit réussir à déterminer quel a été son pire péché au cours de sa vie passée. Elle doit aussi apprendre ce qui a conduit Makoto au suicide et comment tirer parti au mieux de sa seconde vie. Elle est surveillée pendant ce temps par Pura Pura, qui garde une attitude neutre envers elle. L'âme commence par ne pas prendre au sérieux cette nouvelle vie, mais se rend compte, au fil du temps, qu'elle risque de causer du mal non seulement à Makoto mais aussi à son entourage. Petit à petit, l'âme s'attache à Makoto et décide de tout faire pour remporter l'épreuve qui lui est imposée.

## Personnages
L'âme : C'est le personnage principal. On ignore tout de son identité et de son histoire. Tout ce que l'on sait de lui est qu'il/elle est décédé(e) après avoir commis une erreur et que c'est pour la réparer qu'il est envoyé sur terre dans la peau de Makoto. L'âme est un peu également le spectateur, qui découvre tout en même temps que lui/elle.
Makoto Kobayashi : Autre personnage principal, c'est dans le corps de ce garçon âgé de 14 ans que l'âme s'est réincarnée temporairement. Celle-ci ne peut d'abord pas le supporter, ainsi que sa vie, mais il apprendra au fur et à mesure à l'aimer et à vouloir reussir son épreuve pour l'empêcher de mourir. Makoto est un adolescent mal dans sa peau et timide, qui n'a pas d'amis au collège, est en conflit avec sa mère et se sent seul ; pour cette raison, il a fait une tentative de suicide. Il dessine extrêmement bien.
Pura-Pura : Il s'agit d'un guide dont le but est d'aider l'âme à se rappeler et à réparer son erreur. Ayant l'apparence d'un enfant aux cheveux blancs, Pura-Pura est de nature joueuse et optimiste. Même si l'âme se dispute souvent avec lui, il(elle) finit par l'apprécier. Ce personnage apporte beaucoup d'humour au film.
Mitsuru Kobayashi : C'est le grand frère de Makoto. Excellent élève, il ne s'interesse à rien d'autre qu'à ses futures études de médecine et est donc renfermé et sérieux. Même si Makoto pense qu'il ne se soucie pas de lui, il va découvrir que les apparences peuvent être trompeuses...
Le père de Makoto : Salary man, son fils ne le supporte pas malgré sa bonne nature, car il manque d'ambition, et est très banal.
La mère de Makoto : Mère aimante, mais déprimée. Makoto est en conflit avec elle, car il lui en veut d'avoir trompé son père avec son professeur de flamenco. Depuis cette découverte, Makoto ne lui fait plus confiance et refuse ses gestes d'affection.
Hiroka : Jeune fille dont Makoto est secrètement amoureux. Elle se prostitue et il l'a surprise avec un homme d'âge mur devant un "Love Hotel". Cette découverte a contribué à sa décision de se suicider.
Saotome : Un garçon heureux de vivre et simple, très ouvert et gentil avec tout le monde, y compris ceux qui sont rejetés comme Makoto et Shoko. Makoto se liera d'amitié avec lui, et cela lui fera beaucoup de bien.
Shoko : Une jeune fille qui tourne autour de Makoto, extrêmement timide. Au début, on ne connait pas vraiment son rôle dans l'histoire, ni sa vie, et on sait que Makoto n'a jamais fait attention à elle. Elle lui paraît bizarre et il ne veut pas lui parler.

## Fiche technique
- Titre original : カラフル (Karafuru)
- Titre anglais et français : Colorful
- Réalisation : Keiichi Hara
- Scénario : Miho Maruo, d'après le roman d'Eto Mori
- Direction artistique : Takashi Nakamura
- Photographie : Koichi Yanai
- Montage : Toshihiko Kojima
- Musique : Kō Ōtani
- Directeur du son : Akira Ôkuma
- Société de production : Sunrise
- Société de distribution : Tōhō
- Pays d'origine :  Japon
- Langue originale : japonais
- Durée : 127 minutes
- Dates de sortie :
  - Japon : 21 août 2010
  - France : 16 novembre 2011

## Distribution

### Voix originales
- Kazato Tomizawa : Makoto Kobayashi
- Jingi Irie : Saotome
- Akina Minami : Hiroka Kuwabara
- Aoi Miyazaki : Shoko Sano
- Akiyoshi Nakao : Mitsuru
- Kumiko Aso : la mère de Makoto
- Katsumi Takahashi : le père de Makoto
- Michael : Purapura
- ? : Sawada

### Voix françaises
- Thomas Sagols : Makoto Kobayashi
- Nicolas Beaucaire : Saotome
- Camille Donda : Hiroka Kuwabara
- Jessie Lambotte : Shoko Sano
- Emmanuel Rausenberger : Mitsuru
- Christine Pâris : la mère de Makoto
- Emmanuel Gradi : le père de Makoto
- Natacha Gerritsen : Purapura
- Philippe Roullier : Sawada

Source : Voix françaises sur AnimeLand

## Distinctions

### Récompenses
Colorful a remporté le prix Mainichi du meilleur film d'animation en 2010 ainsi que la Mention spéciale et le Prix du public au Festival d'Annecy en 2011. En 2010, le scénario du film a valu à la scénariste Miho Maruo le prix du Meilleur scénario aux Tokyo Anime Awards.

## Accueil

### Réception critique
Lors de sa sortie en salles en France, le film reçoit un accueil globalement favorable dans la presse. Le site AlloCiné confère au film une moyenne de 3,6 sur 5 fondée sur seize critiques parues dans la presse et sur Internet : neuf d'entre elles attribuent au film une note de 4 sur 5 et sept une note de 3 sur 5.
Dans Le Monde, Sophie Walon estime que le film (dont elle précise qu'il s'adresse avant tout aux adolescents et aux adultes par les thèmes qu'il aborde : suicide, adultère, prostitution), forme une « adaptation réaliste et sensible du roman d'Eto Mori », une « double quête spirituelle » dont elle apprécie la dimension d'enquête bien menée ; elle conclut que « cette fable poétique douce-amère, avec ses thèmes délicats et sa charge poétique, offre une vision très dure de l'adolescence et du Japon en général mais témoigne, in extremis, d'un bel optimisme. » Dans L'Humanité, Vincent Ostria estime que « ce film intelligent et sensible milite pour une réhabilitation de valeurs simples et universelles comme  la famille et l’amitié. Mais il le fait sans une once de mièvrerie,  en appelant un chat un chat ». Dans Télérama, Cécile Mury prévient que le film, « avec ses couleurs pimpantes, ses personnages stylisés en quelques traits façon manga, ses verdoyants décors suburbains, cache bien son jeu », mais révèle un « conte fantastique » abordant le mal-être des adolescents japonais de 2011, dont le quotidien est rendu « à la loupe, avec un soin de miniaturiste », jusqu'à un dénouement porteur d'un message d'espoir « sans mièvrerie, sans excès d'optimisme béat. »
Parmi les critiques en demi-teinte, celle de Marie Pruvost-Delaspre, dans Les Cahiers du cinéma, indique qu'« on peut regretter que le film s'égare à trop jouer de la répétition, faisant peser sur le spectateur le quotidien harassant de cette famille. Mais Hara fait preuve d'assez de sensibilité et de grâce pour s'affirmer comme le nouvel espoir de l'animation japonaise. » Dans Première, Frédéric Foubert estime que « Un peu trop languissante pour convaincre sur la distance, cette déambulation élégiaque offre néanmoins aux spectateurs mélancoliques une jolie bulle cotonneuse où se lover. »

## Différences avec le roman original
Le réalisateur cite plusieurs différences entre le roman original et cette adaptation, parmi lesquelles:
- la présence moins importante du père de Makoto
- l'absence des grands-parents de Makoto
- l'ajout de la scène où Makoto et Saotome parcourent l'ancien tracé de la ligne de tram Tamaden[8].